# Episodul 14 (Twin Peaks)
Episodul 14, cunoscut și sub denumirea de „Lonely Souls”,  este al șaptelea episod din doilea sezon al serialului de televiziune american Twin Peaks. A fost regizat de David Lynch în baza unui material redactat de Mark Frost⁠(d). În rolurile principale apar Kyle MacLachlan, Michael Ontkean, Ray Wise și Richard Beymer, iar în rolurile secundare sunt Frank Silva în rolul lui Killer BOB⁠(d) (necreditat), Hank Worden în rolul Chelnerului, Julee Cruise⁠(d) în rolul cântăreței și David Lynch în rolul lui Gordon Cole .
Twin Peaks urmărește investigarea unui caz de crimă - uciderea liceenei Laura Palmer (Sheryl Lee⁠(d)) - în mica așezare rurală din statul Washington. În acest episod, ancheta continuă, cu agentul special FBI Dale Cooper (MacLachlan) și șeriful Truman (Ontkean) aflați pe urmele demonului BOB, care controlează o gazdă umană. Cu ajutorul lui MIKE⁠(d) (Al Strobel), Cooper și Truman îl arestează pe Benjamin Horne (Beymer), considerându-l stăpânit de BOB. Mai târziu în acea noapte, Uriașul⁠(d) (Carel Struycken) îl înștiințează pe Cooper că „se întâmplă din nou”, în timp ce adevărata gazdă a lui BOB, Leland Palmer (Wise), o ucide pe Madeline Ferguson (Lee).
Episodul 14 a fost difuzat pentru prima dată pe 10 noiembrie 1990 la American Broadcasting Company (ABC) și a fost vizionat în 17.2 milioane de locuințe din Statele Unite, aproximativ 20% din publicul disponibil. Episodul a primit recenzii pozitive atât la difuzarea sa inițială, cât și în anii următori. A fost studiat în mediul academic pentru modul în care au scos în evidență tema dualității și pentru elementele cinematografice din scena revelației.

## Intriga

### Context
Micul oraș Twin Peaks, Washington, este șocat de uciderea liceenei Laura Palmer (Sheryl Lee) și de tentativa de omor asupra colegei sale Ronette Pulaski (Phoebe Augustine⁠(d)). Agentul special FBI Dale Cooper (Kyle MacLachlan) sosește în oraș pentru a investiga cazul și ajunge să constate că ucigașul a fost posedat de o entitate demonică - Killer BOB⁠(d) (Frank Silva). MIKE (Al Strobel), o entitate similară, comunică cu Cooper și cu superiorul său, șeful Biroului Regional al FBI Gordon Cole (David Lynch), explicându-le natura existenței lor.
Între timp, Madeline „Maddy” Ferguson (Lee), verișoara Laurei, a sosit în Twin Peaks din Missoula, Montana⁠(d) și îi ajută pe prietenii Laurei - Donna Hayward (Lara Flynn Boyle) și James Hurley (James Marshall⁠(d)) - să investigheze crima. Donna descoperă că Laura i-a oferit un jurnal secret lui Harold Smith (Lenny Von Dohlen⁠(d)), iar aceasta și Maddy încearcă să-l fure.

### Evenimente
În stație de poliție, agentul Cooper, șeful Gordon Cole, șeriful Harry S.Truman (Michael Ontkean), adjunctul Andy Brennan (Harry Goaz⁠(d)), adjunctul Hawk (Michael Horse) și Phillip Gerard⁠(d) (Al Strobel) beau cafea în holul clădirii. Truman îi informează că au fost încheiate toate pregătirile pentru ei la hotelul  Great Northern. Gerard, posedat în prezent de MIKE, mormăie descrierea locației curente a lui Bob. Truman îi cere lui Hawk să cerceteze apartamentul lui Harold Smith, iar Cooper îi cere să găsească jurnalul secret al Laurei. Cole își ia rămas bun și pleacă în Bend, Oregon.
Cooper, Doctorul Hayward (Warren Frost), Brennan și Gerard/MIKE stau în holul hotelului în încercarea de a găsi gazda umană a lui BOB. Hotelul găzduiește un contingent de marinari care aruncă mingi de cauciuc în holul hotelului. Fiecare oaspete este adus la MIKE pentru o „inspecție”, însă niciunul nu este gazda entității. Un Benjamin Horne (Richard Beymer) furios intră în hol cerând să știe ce se întâmplă. Chiar atunci, Gerard suferă o criză și se prăbușește.
Între timp, adjunctul Hawk vizitează reședința lui Harold Smith și îl găsește spânzurat printre orhideele sale. Maddy îi anunță pe unchiul ei Leland (Ray Wise) și pe mătușa Sarah (Grace Zabriskie) că părăsește Twin Peaks și se întoarce la casa ei din Missoula, Montana. Cooper, Truman și o echipă de polițiști ajung la locuința lui Smith. Acolo descoperă rămășițele jurnalului secret al Laurei Palmer împrăștiate și un bilet de adio pe care scrie „J’ai une âme solitaire”. Cooper îl traduce drept: „Sunt un suflet singuratic”.
În următoarea scenă, Bobby Briggs (Dana Ashbrook⁠(d)) și Shelly Johnson (Mädchen Amick⁠(d)) discută despre problemele lor financiare cauzate de întreținerea soțului ei catatonic, Leo (Eric Da Re⁠(d)). Audrey Horne (Sherilyn Fenn) îl confruntă pe tatăl ei, Ben, cu privire la bordelul One Eye Jacks aflat în proprietatea sa. Acesta mărturisește că el și Laura Palmer au întreținut relații sexuale. Când Audrey îl întreabă dacă a ucis-o, el răspunde „Am iubit-o”. Mai târziu, Shelly sosește la restaurantul Double R Diner și îi spune în lacrimi Normei Jennings (Peggy Lipton) că trebuie să renunțe la locul său de muncă pentru a avea grijă de Leo. Ed Hurley (Everett McGill⁠(d)) și soția sa Nadine (Wendy Robie⁠(d)) intră în restaurant. Nadine, convinsă că este o elevă de liceu de optsprezece ani, o întreabă pe Norma despre relația pe care o are cu Ed. Apoi își sparge accidental paharul de milkshake. La locuința Johnson, Bobby Briggs și Mike Nelson (Gary Hershberger) dezlipesc talpa ghetei lui Leo, unde descoperă o microcasetă⁠(d).
Cooper examinează rămășițele jurnalului secret la secția de poliție, descoperind numeroase referiri la BOB și o descriere a abuzului sexual suferit încă din copilărie. Laura precizează că BOB era un prieten al tatălui ei, iar într-o altă parte a scris: „Într-o zi, am să spun lumii despre Ben Horne”. În următorul cadru, Audrey intră în cameră și îi dezvăluie agentului FBI despre aventura lui Ben și Laura. După ce pleacă, Cooper îi reamintește șerifului Truman de mesajul lui Uriaș: „fără chimicale, el indică”. Cooer susține că MIKE se manifestă atunci când gazda sa umană, Philip Gerard, nu este sub tratament, respectiv că MIKE a leșinat în acea dimineață exact când o anumită persoană s-a apropiat de el. Cooper exclamă: „Harry, avem nevoie de un mandat... un mandat de arestare pe numele lui Benjamin Horne!”.
Mai târziu în acea seară, Benjamin Horne se întâlnește cu domnul Tojamura la hotelul Great Northern. Tojamura îi oferă lui Horne un cec de 5 milioane de dolari pentru a achiziționa terenurile fabricii de cherestea Packard. Imediat după ce a primit cecul, șeriful Truman, adjunctul Hawk și agentul Cooper intră în biroul lui Horne. Truman îl arestează pe acesta pentru crimă. Horne încearcă să fugă, dar este reținut și încătușat. La casa familiei Palmer, o Sarah Palmer suferindă se târăște pe scări, strigând după ajutor.
După ce l-au întemnițat pe Horne la stația de poliție, Cooper și Truman o întâlnesc pe doamna cu bușteanul (Catherine E. Coulson⁠(d)), care îi spune agentului FBI „... sunt bufnițe în Roadhouse”, iar Cooper îi răspunde: „Se întâmplă ceva, nu-i așa, Margaret?”. Luna este plină, parțial ascunsă de un cer întunecat și înnorat.
La reședința Packard, Pete Martell (Jack Nance) își pregătește o gustare în miez de noapte. În următorul cadru, îl întâlnește pe domnul Tojamura stând în întuneric, care îl îmbrățișează și îl sărută, moment în care acesta își scapă din mână farfuria. Indignat, Pete îi ordonă lui Tojamura să părăsească locuința. Tojamura dezvăluie că el este de fapt Catherine Martell (Piper Laurie⁠(d)) deghizată, iar cei doi se îmbrățișează 
Sarah Palmer se târăște prin sufrageria sa. Acesta are o viziune cu un cal alb palid, apoi leșina. În același timp, Leland Palmer își aranjează cravata în oglindă, ignorând-o.
Cooper, Truman și doamna cu bușteanul vizitează Roadhouse, care este plină de marinari. Donna Hayward (Lara Flynn Boyle) și James Hurley (James Marshall) discută despre moartea lui Harold și despre plecarea lui Maddy din Twin Peaks. Bobby Briggs se află la bar lângă bătrânul chelner (Hank Worden). În timp ce o cântăreață⁠(d) susține un concert, Cooper are o viziune în care Uriașul stă de unul singur pe scenă. Uriașul îi spune agentului: „Se întâmplă din nou”.
La casa familiei Palmer, Leland își zâmbește în oglindă. Reflexia lui BOB apare în oglindă, privește spre el și chicotește. Leland își pune o pereche de mănuși de latex. Maddy coboară de la etaj, plângându-se de un miros de ars și o găsește pe mătușa Sarah inconștientă pe podea. Aceasta îl vede pe Leland zâmbind, iar în următorul cadru se preschimbă în BOB. Tânăra țipă și încearcă să fugă, dar este prinsă și târâtă în sufragerie. Acolo este sugrumată și bătută, apoi fugărită prin camera de zi. După ce o încolțește, o lovește în față până devine catatonică. Leland/BOB se înfurie și țipă: "Leland spune că te întorci la Missoula, MONTANA!", în timp ce îi lovește capul de ramă de sticlă a tabloului, cuvintele „Missoula, Montana” fiind prezente în colțul de jos. Maddy se prăbușește, însângerată și moartă. Leland introduce o foaie cu litera „O” sub unghia degetului inelar de la mâna stângă a tinerei.
Halucinația lui Cooper despre Uriaș se încheie, fiind înlocuit de cântăreață și de formația sa. Bătrânul chelner se apropie de agent și îi spune: „Îmi pare atât de rău”. Donna începe să plângă, iar James o consolează, fără niciun rezultat însă. Bobby Briggs se întoarce de la bar, copleșit de o tristețe misterioasă. Cooper privește uluit, în timp ce formația repetă un refren melancolic.